# Cranioleuca antisiensis
Cranioleuca antisiensis là một loài chim trong họ Furnariidae.